# Acta Chimica Slovenica
Acta Chimica Slovenica (ACSi)  je slovenski znanstveni časopis za kemiju, koji pod tim imenom, u nakladi Slovenskoga kemijskoga društva, izlazi od 1993. godine. Od osnivanja 1951. nekoliko puta je mijenjao naziv (1951. – 1954. Kemijski zbornik, urednik Igor Belič; 1954. – 1993. Vestnik Slovenskega kemijskega društva, urednici Marcel Žorga, Rajko Kavčič i Drago Kolar). Časopis izlazi četiri puta godišnje, a uređuje ga međunarodni urednički odbor.

## Vanjske poveznice
- Službeno mrežno mjesto (slov.)